# Liston (Essex)
Liston è un villaggio e parrocchia civile dell'Inghilterra, appartenente alla contea dell'Essex.